# حمید مصدق
حمید مصدِّق (زادهٔ ۱۰ بهمن ۱۳۱۸ شهرضا – درگذشتهٔ ۷ آذر ۱۳۷۷ تهران) شاعر و حقوقدان ایرانی بود.

## زندگی
حمید مصدق بهمن ۱۳۱۸ در شهرضا متولد شد. چند سال بعد به همراه خانواده‌اش به اصفهان رفت و تحصیلات خود را در آنجا ادامه داد. او در دوران دبیرستان (دبیرستان ادب) با منوچهر بدیعی، هوشنگ گلشیری، محمد حقوقی و بهرام صادقی در یک مدرسه بودند و با آنان دوستی و آشنایی داشت.
مصدق در ۱۳۳۹ وارد دانشکدهٔ حقوق شد و در رشتهٔ بازرگانی درس خواند. از سال ۱۳۴۳ در رشتهٔ حقوق قضایی تحصیل کرد و بعد هم مدرک کارشناسی ارشد اقتصاد گرفت. در ۱۳۵۰ در رشتهٔ فوق لیسانس حقوق اداری از دانشگاه ملی دانش‌آموخته شد و در دانشکدهٔ علوم ارتباطات تهران و دانشگاه کرمان به تدریس پرداخت.
وی پس از دریافت پروانهٔ وکالت از کانون وکلا در دوره‌های بعدی زندگی همواره به وکالت اشتغال داشت و کار تدریس در دانشگاه‌های اصفهان، بیرجند و شهید بهشتی را پی می‌گرفت.
در ۱۳۴۵ برای ادامهٔ تحصیل به انگلیس رفت و در زمینهٔ روش تحقیق به تحصیل و تحقیق پرداخت. تا سال ۱۳۵۸ بیشتر به تدریس روش تحقیق و از سال ۱۳۶۰ تدریس حقوق خصوصی به خصوص حقوق تعاون اشتغال داشت. مصدق تا پایان عمر عضو هیئت علمی دانشگاه علامه طباطبایی بود و مدتی نیز سردبیری مجلهٔ کانون وکلا را به عهده داشت.

## سبک شعر
مصدق از شاعران نوگرای معاصر به‌شمار می‌رود و باید او را از ادامه‌دهندگان مکتب نیما یوشیج دانست. وی شعرهای فراوانی با مضامین سیاسی و اجتماعی و همچنین مضامین عاشقانه و رمانتیک سروده است.
اشعار این شاعر از یک صمیمیت و سادگی خاصی برخوردار است.
مصدق دربارهٔ محتوای شعر گفته‌است: «باید بگویم شعر رابطه دوگانه‌ای را ایجاد می‌کند، رابطه شاعر با خودش، با درونش و از سویی دیگر با خواننده و مردم، این دو نوع رابطه مسلماً یگانه نیستند و شعری با مردم رابطه برقرار می‌کند که ازدل‌برآمده و لاجرم بر دل‌ها بنشیند. آنچه را که زمانه ما به آن نیازمند است، بیان این‌گونه اشعار است، اشعاری که در آن رابطه دوگانه درونی و بیرونی را به‌خوبی برقرار می‌کند.»

محمد صالح علاء و حمید مصدق

## نمونه اشعار
با من اکنون چه نشستن‌ها ، خاموشی‌ها
با تو اکنون چه فراموشی‌هاست
چه کسی می‌خواهد
من و تو ما نشویم
خانه اش ویران باد
من اگر ما نشوم، تنهایم
تو اگر ما نشوی
خویشتنی
از کجا که من و تو
شور یکپارچگی را در شرق
باز برپا نکنیم
از کجا که من و تو
مشت رسوایان را وا نکنیم
من اگر برخیزم
تو اگر برخیزی
همه بر می‌خیزند
من اگر بنشینم
تو اگر بنشینی
چه کسی برخیزد؟
چه کسی با دشمن بستیزد؟

## درگذشت
حمید مصدق در هفتم آذرماه ۱۳۷۷ بر اثر بیماری قلبی در تهران درگذشت.

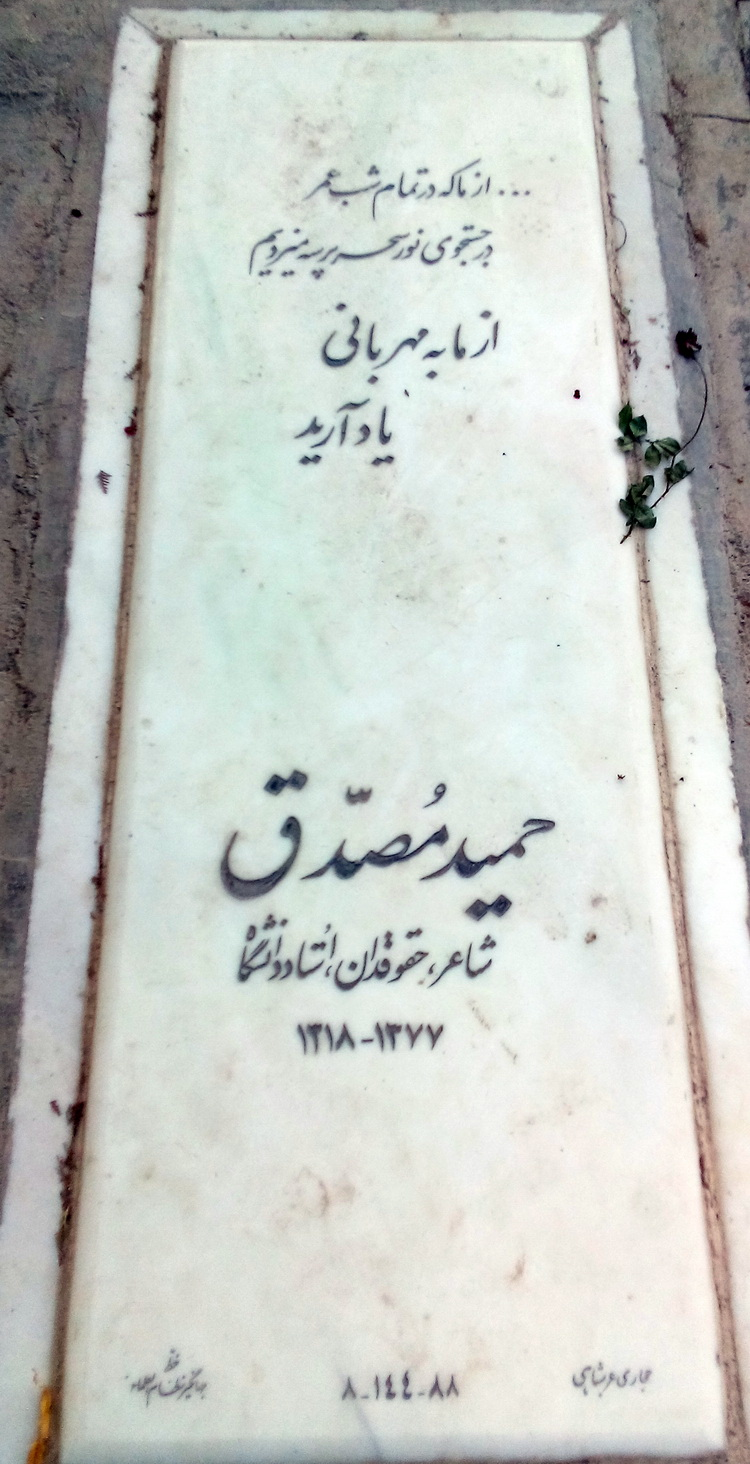

### منظومه‌ها و اشعار
1. درفش کاویان (۱۳۴۱)
2. آبی، خاکستری، سیاه (۱۳۴۳)
3. در رهگذار باد (۱۳۴۷)
4. دو منظومه؛ شامل آبی، خاکستری، سیاه - در رهگذار باد (۱۳۴۸)
5. از جدایی‌ها (۱۳۵۸)
6. سال‌های صبوری (۱۳۶۹)
7. تا رهایی؛ شامل مجموعه‌های فوق (۱۳۶۹)
8. شیر سرخ (۱۳۷۶)

### ویرایش
1. رباعیات مولانا (۱۳۶۰)
2. غزل‌های سعدی، با همکاری اسماعیل صارمی (۱۳۷۶)
3. شکوه شعر شهریار (چاپ نشده)
4. غزل‌های حافظ، با همکاری اسماعیل صارمی (چاپ نشده)

### تألیف
1. مقدمه‌ای بر روش تحقیق (۱۳۵۱)
2. مجموعهٔ قوانین تجارت، مدنی و …، با همکاری میر قائمی (چاپ نشده)